# Fontainebleau (quận)
Quận Fontainebleau là một quận của Pháp, nằm ở tỉnh Seine-et-Marne, ở vùng Île-de-France. Quận này có 6 tổng và 87 xã.
The arrondissement of Fontainebleau was suppressed from 1926 to 1988.

## Đơn vị hành chính

### Tổng
Các tổng của quận Fontainebleau là: 
1. La Chapelle-la-Reine
2. Château-Landon
3. Fontainebleau
4. Lorrez-le-Bocage-Préaux
5. Moret-sur-Loing
6. Nemours

### Xã
Các xã của quận Fontainebleau, và mã INSEE là: 
| 1. Achères-la-Forêt (77001)           | 2. Amponville (77003)                | 3. Arville (77009)                  |
| 4. Aufferville (77011)                | 5. Avon (77014)                      | 6. Bagneaux-sur-Loing (77016)       |
| 7. Beaumont-du-Gâtinais (77027)       | 8. Blennes (77035)                   | 9. Bois-le-Roi (77037)              |
| 10. Boissy-aux-Cailles (77041)        | 11. Bougligny (77045)                | 12. Boulancourt (77046)             |
| 13. Bourron-Marlotte (77048)          | 14. Bransles (77050)                 | 15. Burcy (77056)                   |
| 16. Buthiers (77060)                  | 17. Chaintreaux (77071)              | 18. Champagne-sur-Seine (77079)     |
| 19. Chenou (77110)                    | 20. Chevrainvilliers (77112)         | 21. Chevry-en-Sereine (77115)       |
| 22. Château-Landon (77099)            | 23. Châtenoy (77102)                 | 24. Darvault (77156)                |
| 25. Diant (77158)                     | 26. Dormelles (77161)                | 27. Faÿ-lès-Nemours (77178)         |
| 28. Flagy (77184)                     | 29. Fontainebleau (77186)            | 30. Fromont (77198)                 |
| 31. Garentreville (77200)             | 32. Gironville (77207)               | 33. Grez-sur-Loing (77216)          |
| 34. Guercheville (77220)              | 35. Héricy (77226)                   | 36. Ichy (77230)                    |
| 37. La Chapelle-la-Reine (77088)      | 38. La Genevraye (77202)             | 39. La Madeleine-sur-Loing (77267)  |
| 40. Larchant (77244)                  | 41. Le Vaudoué (77485)               | 42. Lorrez-le-Bocage-Préaux (77261) |
| 43. Maisoncelles-en-Gâtinais (77271)  | 44. Mondreville (77297)              | 45. Montarlot (77299)               |
| 46. Montcourt-Fromonville (77302)     | 47. Montigny-sur-Loing (77312)       | 48. Montmachoux (77313)             |
| 49. Moret-sur-Loing (77316)           | 50. Nanteau-sur-Essonne (77328)      | 51. Nanteau-sur-Lunain (77329)      |
| 52. Nemours (77333)                   | 53. Noisy-Rudignon (77338)           | 54. Noisy-sur-École (77339)         |
| 55. Nonville (77340)                  | 56. Obsonville (77342)               | 57. Ormesson (77348)                |
| 58. Paley (77353)                     | 59. Poligny (77370)                  | 60. Recloses (77386)                |
| 61. Remauville (77387)                | 62. Rumont (77395)                   | 63. Saint-Ange-le-Viel (77399)      |
| 64. Saint-Mammès (77419)              | 65. Saint-Pierre-lès-Nemours (77431) | 66. Samois-sur-Seine (77441)        |
| 67. Samoreau (77442)                  | 68. Souppes-sur-Loing (77458)        | 69. Thomery (77463)                 |
| 70. Thoury-Férottes (77465)           | 71. Tousson (77471)                  | 72. Treuzy-Levelay (77473)          |
| 73. Ury (77477)                       | 74. Vaux-sur-Lunain (77489)          | 75. Veneux-les-Sablons (77491)      |
| 76. Vernou-la-Celle-sur-Seine (77494) | 77. Ville-Saint-Jacques (77516)      | 78. Villebéon (77500)               |
| 79. Villecerf (77501)                 | 80. Villemaréchal (77504)            | 81. Villemer (77506)                |
| 82. Villiers-sous-Grez (77520)        | 83. Voulx (77531)                    | 84. Vulaines-sur-Seine (77533)      |
| 85. Écuelles (77166)                  | 86. Égreville (77168)                | 87. Épisy (77170)                   |